# Milton Rokeach
 (décembre 2011).
Pour les articles homonymes, voir Rokeach.
Milton Rokeach (né le 27 décembre 1918 à Hrubieszów - mort le 25 octobre 1988) est un psychologue américain.
Après des études au Brooklyn College et un doctorat (Ph.D) à l'Université de Californie à Berkeley, Rokeach devient professeur de psychologie sociale à l'Université d'État du Michigan et à l'Université d'État de Washington. En 1984, il reçoit le Kurt Lewin Memorial Award de l'American Psychological Association.